# Michel Hénon
Michel Hénon (* 23. Juli 1931 in Paris; † 6. April 2013 in Nizza) war ein französischer Mathematiker und Astronom der am Observatorium (Observatoire de la Côte d’Azur) in Nizza forschte.
In der Mathematik ist seine Hénon-Abbildung bekannt geworden, ein einfaches diskretes Dynamisches System, das  chaotisches Verhalten aufweist. Nach ihm und Carl E. Heiles ist das Hénon-Heiles-Modell benannt (1964).
Er arbeitete auch am Dreikörperproblem und befasste sich in den 1960er Jahren mit der Dynamik von Sternhaufen, speziell Kugelsternhaufen, die er mit der Monte-Carlo-Methode simulierte.
1978 erhielt er den Prix Jean Ricard.